# Rivière Cyriac
La rivière Cyriac (également La Cyriac) est un cours d'eau douce affluent du Lac Kénogami, coulant au Québec, au Canada, dans les régions administratives suivantes :
- Capitale-Nationale : dans le territoire non organisé de Lac-Pikauba, dans la MRC de Charlevoix ;
- Saguenay-Lac-Saint-Jean : dans le territoire non organisé de Lac-Ministuk, dans la municipalité régionale de comté du Fjord-du-Saguenay.

La rivière Cyriac traverse la réserve faunique des Laurentides. La vallée de la rivière Cyriac est directement desservie par la route 175 ; d’autres routes forestières secondaires ont été aménagées dans le secteur pour les besoins de la foresterie et des activités récréotouristiques,.

## Géographie
Les principaux bassins versants voisins de la rivière Cyriac sont :
- côté nord : lac Kénogami, ruisseau à Jean-Guy, rivière aux Sables, rivière Saguenay ;
- côté est : rivière Simoncouche, lac Simoncouche, bras Sec, rivière du Moulin, bras de Jacob ;
- côté sud : rivière Pikauba, lac Pikauba, lac Verchères, ruisseau Philippe, rivière Jacques-Cartier ;
- côté ouest : lac Ministuk, rivière Gilbert, rivière Pikauba[3].

La rivière Cyriac prend sa source au lac Pikauba (altitude : 827 m). Enclavé entre les montagnes, ce lac comporte deux émissaires : la rivière Cyriac (côté nord) et la rivière Pikauba (côté sud-est où un barrage a été aménagé). 
À partir du lac Pikauba, le cours de la rivière Cyriac coule généralement vers le nord-ouest sur environ 73 km, avec une dénivellation de 663 m entièrement en zone forestière, selon les segments suivants :
- vers le nord-ouest en formant une boucle vers l'est en début de segment, jusqu'à la décharge du lac Paquin venant du nord puis en serpentant vers le nord-ouest, traversant le lac de Muy (altitude : 781 m) et en recueillant la décharge du ruisseau au foin venant du nord-est jusqu'au ruisseau aux Castors venant du nord puis jusqu'à la décharge () du lac Sims venant du nord-est puis jusqu'au ruisseau Vermette venant de l'est puis longe la route 175 puis coupe la route forestière R0287 et coule jusqu'à la confluence de la rivière Gilbert venant du sud ;

Cours inférieur de la rivière Cyriac (segment de 34,2 km)
- 5,2 km vers le nord jusqu'à la décharge d'un ensemble de lacs dont le Petit lac Cyriac ;
- 9,1 km vers le nord en zigzaguant en début de segment et en longeant sur les derniers 2,6 km la route forestière R0215, jusqu'au pont de la route 175 ;
- 2,8 km vers l'ouest, jusqu'à la confluence de la rivière Normand (venant du sud) ;
- 11,5 km vers le nord-ouest en recueillant le ruisseau Hector en début de segment, en formant un crochet vers le nord-est et en longeant sur le côté ouest la limite de la ville de Saguenay en fin de segment, jusqu'à la confluence de la rivière Jean-Boivin (venant de l'ouest) ;
- 5,6 km vers le nord dans une vallée encaissée, longeant sur le côté ouest la limite de la ville de Saguenay, jusqu'à son embouchure[3].

La rivière Cyriac se déverse sur la rive sud du lac Kénogami, face à l'Île Verte et face à la baie Voisine de l'Île à Jean-Guy. Cette confluence se situe à :
- 4,9 km à l'ouest de la confluence de la rivière Simoncouche et du lac Kénogami ;
- 5,4 km au nord-ouest de la route 175 ;
- 6,1 km au sud-ouest du barrage de Portage-des-Roches ;
- 12,9 km au sud du centre-ville du secteur Jonquière de la ville de Saguenay ;
- 16,2 km au sud de la confluence de la rivière aux Sables et de la rivière Saguenay ;
- 21,7 km au sud-ouest de la confluence de la rivière Chicoutimi et de la rivière Saguenay[3].

À partir de la confluence de la rivière Cyriac avec le lac Kénogami, le courant traverse ce lac sur 6,3 km vers le nord-est jusqu’au barrage de Portage-des-Roches, puis suit le cours de la rivière Chicoutimi sur 26,2 km vers l’est, puis le nord-est et le cours de la rivière Saguenay sur 114,6 km vers l’est jusqu’à Tadoussac où il conflue avec l’estuaire du Saint-Laurent.

## Toponymie
Le nom de la rivière a été donné en l'honneur de Cyriac Buckell, colon et trappeur allemand, installé sur les rives, face à l'embouchure de cette rivière à l'époque de la colonisation du territoire. Il fut d'ailleurs le premier colon à s'y établir.
Le toponyme « rivière Cyriac » a été officialisé le 5 décembre 1968 à la Banque des noms de lieux de la Commission de toponymie du Québec.